# Єха
Єха (англ. Yeha, ґеез ይሐ yiḥa, давнє південноарабське письмо  ḤW) — село на півночі Ефіопії, знаходиться в Центральній зоні регіону Тиграй. Центральне статистичне агентство Ефіопії не опублікувало приблизну статистику за чисельністю населення села в 2005 році.
У Єсі знаходиться найдавніша будова на території Ефіопії: вежа, побудована в Сабейському стилі, як датується або VIII, або VII століттям до н. е. Саме ця вежа дає деяким дослідникам підстави вважати, що Єха була столицею царства Дмт. Вціліли стіни раннього храму. Серед інших руїн — Грат Беале Гебри (Grat Beal Gebri) з квадратними колонами.
Також в Єсі знаходиться монастир Ефіопської православної церкви, заснований, згідно з існуючою традицією, Аббою Афце (Abba Aftse), одним з Дев'яти святих. У своєму описі Абіссінії Франсішку Алваріш писав про відвідини цього міста в 1520 році (який він називав Аббафацем («Abbafaçem»)) і описав древню вежу, монастир і місцеву церкву, яка також походить з часів Аксумського царства. У цій давній споруді знаходиться музей.
Починаючи з 1952 року в Єсі Ефіопським інститутом археології також проводилися археологічні розкопки. Призупинені за часів правління Дерга, розкопки були відновлені в 1993 році групою французьких археологів.